# عناصر بستانية حية

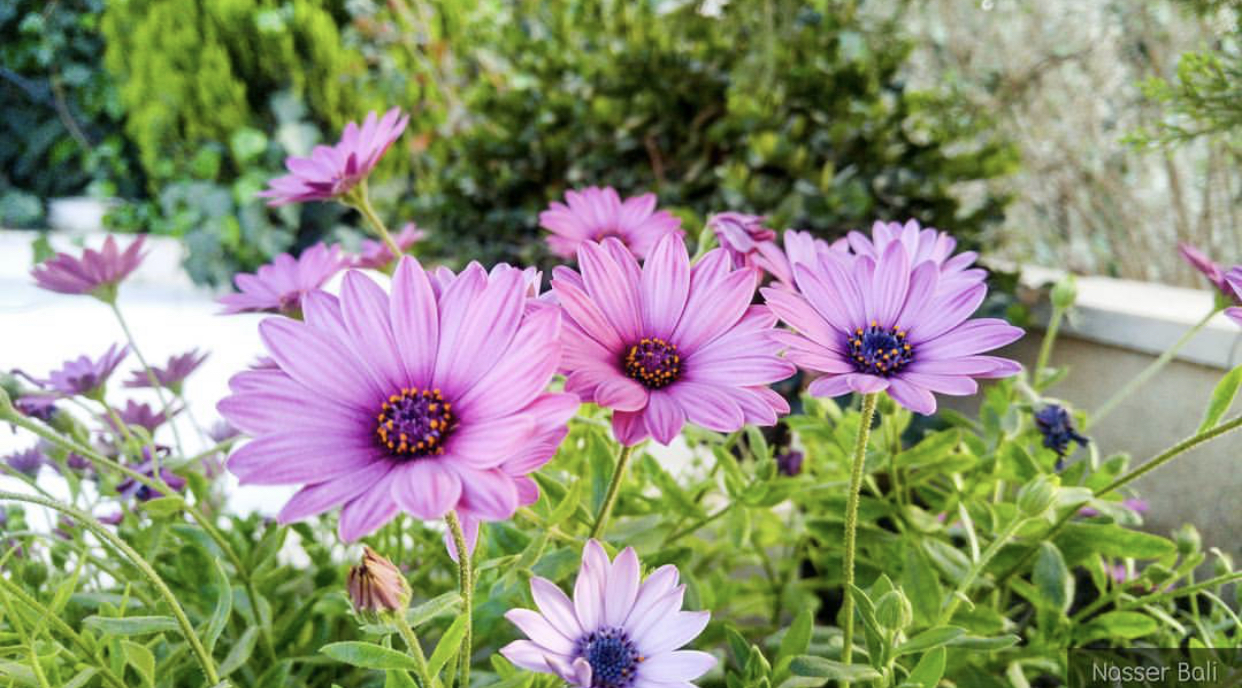
بعض العناصر البستانية الحية

تشير العناصر البستانية الحية إلى عناصر من المناظر الطبيعية. يمكن أن تشمل العناصر البستانية الحية الزهوروالنباتات، الشجيرات والأشجار وأسرة الزهور والواجبات مثل إدارة الأعشاب الضارة / الدرجات، الزراعة، القص، التشذيب،التهوية، الرش، والحفر لكل شيء من النباتات والشجيرات إلى أحواض الزهور.
يشاع استخدام عربات اليد والأدوات اليدوية مثل المجرفة والمعاول وأدوات الطاقة الغازية. هذا مصطلح شائع في الثقافة الشعبية الحديثة (2006 وما بعده) في البرامج التلفزيونية مثل تلفزيون المنزل والحديقة. الغرض من العناصر البستانية الحية هو إضفاء الطابع الشخصي على المناظر الطبيعية، وخلق هالة وأجواء تعكس مشاعر السكان.
مصطلح العناصر البستانية الحية تقف عكس hardscape (المساحات غير المعشبة)، الذي يمثل الجمادات من المناظر الطبيعية مثل أرضيات، الحجارة، الصخور، وصناديق زراعة،العرش، والمياه، فضلًا عن هياكل من الخشب والحجر الطبيعي والخرسانة، مثل الجدران المحتفظ بها، والباحات، والأسوار والطوابق، العريشة، والسلالم.